# Xiaomi HyperOS
Xiaomi HyperOS (en chino: 小米澎湃OS), conocido mayormente como HyperOS, es una capa de personalización desarrollado por Xiaomi,  basado en Android, que reemplazó a miui.  Fue diseñado para los productos de la empresa china como teléfonos inteligentes, tabletas, portátiles, televisores inteligentes, coches autónomos, relojes inteligentes siguiendo el Internet de las cosas.

El 26 de octubre de 2023, Xiaomi HyperOS lanzó la versión 1.0 y estaba preinstalado en los teléfonos móviles Xiaomi 14 y Xiaomi 14 Pro. El 31 de octubre de 2023, Xiaomi lanzó por primera vez la versión de desarrollo de Xiaomi HyperOS.

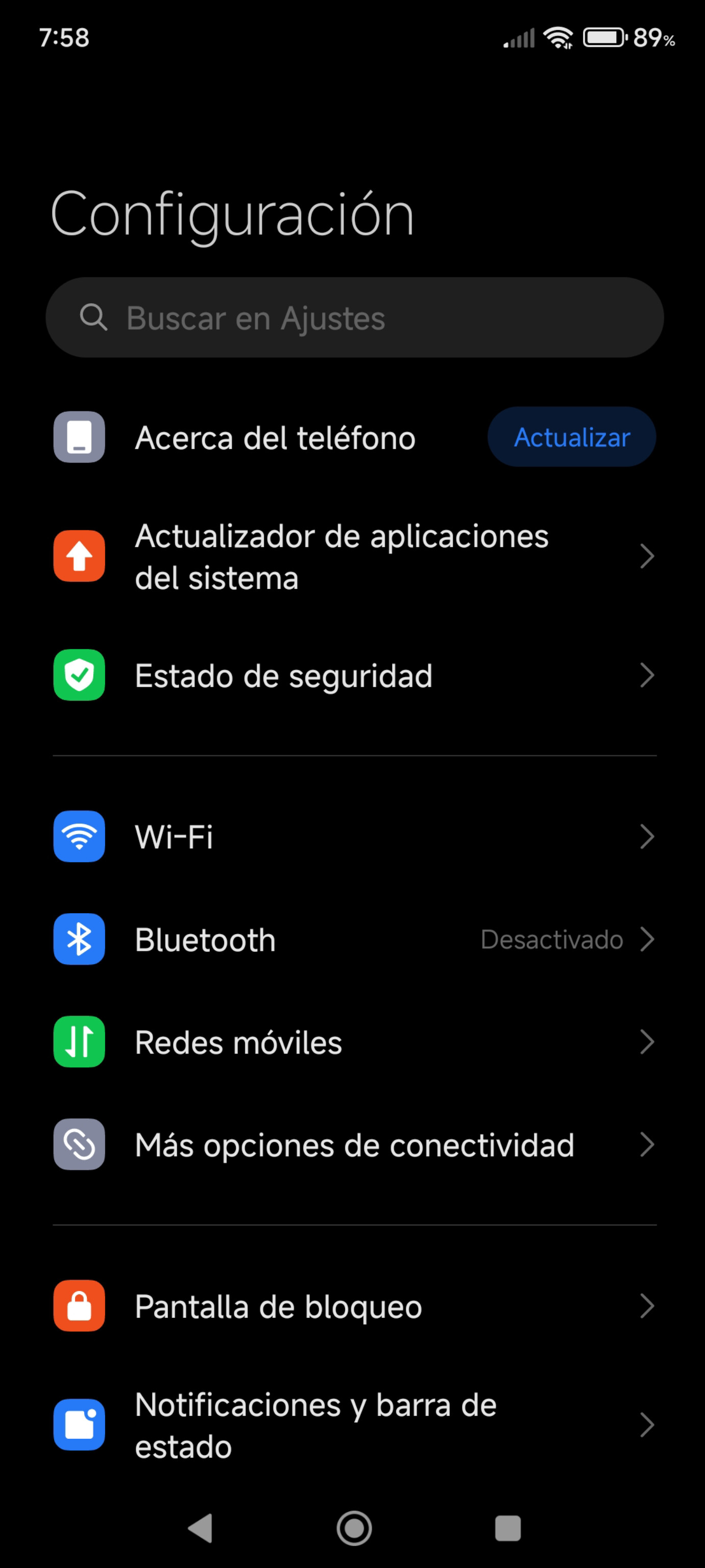
Interfaz de Ajustes en HyperOS 1.0

## HyperOS 2.0
Xiaomi confirmó el lanzamiento de una versión 2.0 para el 10 de octubre para el mercado chino. A nivel global, afirmaron que a partir del último trimestre de 2024 y a lo largo de 2025 los diferentes dispositivos Xiaomi recibirán la actualización 2.0. Las principales características anunciadas son el aumento de la estabilidad, un menor consumo y peso, así como un cambio de diseño y más opciones de personalización. Otros de los rasgos es el mayor aprovechamiento de las tecnologías de Inteligencia Artificial.